# Luchthaven Maribor
Luchthaven Maribor (IATA: MBX) is een luchthaven in Slovenië en ligt in Slivnica nabij Maribor. Het is de tweede luchthaven van het land. Tot maart 2006 was het de thuisbasis van Slovenian Spirit, een dochteronderneming van de Oostenrijkse luchtvaartmaatschappij Styrian Spirit uit Unterpremstätten bij Graz. De moedermaatschappij Styrian Spirit meldde op 24 maart 2006 het faillissement aan, waarop ook Slovenian Spirit de vluchten vanuit Maribor naar Salzburg en Parijs staakte. Sindsdien wordt het vliegveld alleen aangevlogen door charters en vrachtvliegtuigen.